# Christian Death
Christian Death is een muziekgroep die de pionier van de deathrock in Los Angeles was. De groep is opgericht in 1979 door frontman Rozz Williams en de gitarist Rikk Agnew. Christian Death is vooral bekend door hun album Only Theatre Of Pain (1982) dat zeer goed onthaald werd. Dit album was een belangrijke gebeurtenis in de opkomst van de deathrock-subcultuur binnen de Verenigde Staten en daarbuiten.
Na een aantal belangrijke bezettingswissels - de band viel in 1983 uit elkaar, werd door Rozz Williams opnieuw gegroepeerd (met o.a. invalgitarist Valor Kand, die zich ook Valor noemt), waarna Williams in 1985 zelf de groep verliet en Kand vanaf het album Atrocities (1986) zang en leiderschap van de band op zich nam - waren er in het midden van de jaren 90 twee groepen ontstaan met de naam Christian Death, namelijk die van Rozz Williams en die van Valor Kand. Uiteindelijk verkreeg de band van Valor Kand, de rechten op de naam. Deze versie van Christian Death bevat geen enkel lid van de oorspronkelijke band. Deze nieuwe Christian Death is ook zeer onpopulair bij de fans van de oorspronkelijke groep, vooral omdat de huidige band muzikaal nog maar weinig gemeen heeft met de oorspronkelijke Christian Death. Desondanks heeft deze andere Christian Death al bestaan sinds 1985 tot de dag van vandaag.
Rozz Williams bracht begin jaren '90 albums uit onder de naam 'Christian Death featuring Rozz Williams'. Hij overleed in 1998.
Het Christian Death van Valor trekt eveneens de aandacht wegens zijn politieke en antireligieuze standpunten, die bewust provocatief geformuleerd worden. Een bekend nummer van deze formatie is 'She Never Woke Up', uit Pornographic Messiah.

## Discografie
- 1982 Only Theatre of Pain
- 1984 Catastrophe Ballet
- 1984 Deathwish (EP)
- 1985 The Wind Kissed Pictures
- 1985 The Decomposition of Violets: Live in Hollywood
- 1985 Ashes
- 1986 Atrocities (Valor Kand)
- 1987 Scriptures
- 1988 Sex & Drugs & Jesus Christ
- 1989 All the Love and all the Hate
- 1989 Heretics Alive
- 1989 Alive
- 1990 Insanus, Ultio, Proditio, Misericordiaque (Valor Kand)
- 1991 Jesus Points the Bone at you (Valor Kand)
- 1992 The Iron Mask (Rozz Williams)
- 1992 Skeleton Kiss EP (Rozz Williams)
- 1993 The Path of Sorrows (Rozz Williams)
- 1994 Dolls Theatre
- 1994 Sleepless Nights Live 1990
- 1994 The Rage of Angels (Rozz Williams)
- 1994 Iconologia (compilatie; Rozz Williams)
- 1994 Sexy Death God (Valor Kand)
- 1995 Amen (Valor Kand)
- 1995 Death in Detroit
- 1996 Prophecies (Valor Kand)
- 1999 Pornographic Messiah (Valor Kand)
- 2000 The Bible
- 2001 Live 1993 (Rozz Williams)
- 2001 Love and Hate
- 2001 Born Again Anti Christian
- 2002 Christian Death Present Lover of Sin (als 'Lover of Sin', Valor Kand)
- 2007 American Inquisition (Valor Kand)
- 2015 The Root of All Evilution (Valor Kand)